# Гонка з переслідуванням
«Гонка з переслідуванням» (рос. «Гонка с преследованием») — радянський художній фільм, знятий на Свердловській кіностудії в 1979 році кінорежисером  Ольгердом Воронцовим.

## Сюжет
У шофера Степана Чекменьова (Михайло Голубович), колишнього вихованця дитбудинку, вдало складається життя: є грошова робота, міцний будинок, люблячі його дружина (Людмила Чурсіна) і дітлахи. Минають роки, і Степан, який працює далекобійником, поступово забув своє несолодке минуле, увірував в свою непогрішність і удачу, перетворився на людину зайняту турботами про благополуччя лише своєї сім'ї.
Трагічний випадок зумовлює поворот у долі Степана. Одного разу після довгого рейсу він завіз дочку до батьків дружини і там же вирушив в ліс, щоб пополювати на качок. Майже в непроглядній темряві він стріляє кілька разів на звуки птахів і йде за здобиччю. Несподівано, він натикається на труп молодої людини… Степан вирішує, що це він винен у її вбивстві і йому робиться страшно. Руйнується колишнє налагоджене життя, загрожує термін і зона. У душевному сум'ятті, готуючи себе і сім'ю до майбутньої розлуки і випробувань, він розповідає про те, що сталося дружині. Однак свідків начебто не було. І дружина вмовляє його не зізнаватися в злочині, виїхати на час в черговий рейс.
Тут на випадок підвертається справа. У лісові озера необхідно випустити мальків, за доставку яких відповідає вчений-рибовод Шубіна (Любов Віролайнен), що застрягла з живим вантажем на маленькому тайговому аеродромі. І Степан, який до того відмовився допомогти Шубіної, береться перевезти мальків в потрібне місце. Поїздка нагадує гонку, гонку з переслідуванням під час якої Степан намагається осмислити те, що сталося, намагається зрозуміти, в який момент в своєму прагненні до достатку він перестав звертати увагу і на інші цінності людського життя: вміння дружити, бути щедрим, готовності до безкорисливої допомоги…

## У ролях
- Михайло Голубович —  Степан Семенович Чекменьов
- Людмила Чурсіна —  Клавдія Чекменьова, дружина Степана
- Любов Віролайнен —  Шубіна, науковий співробітник з рибництва
- Микола Пеньков —  Гліб Сіромаха, дільничний лейтенант міліції
- Анатолій Голік —  геолог, «бородань»
- Сергій Бачурскій —  Льоша, шофер-напарник Степана Чекменьова
- Олександр Лук'янов
- Станіслав Міхін —  геолог
- Георгій Светлані —  дід в придорожньому кафе

## Знімальна група
- Автор сценарію:  Анатолій Галієв
- Режисер:  Ольгерд Воронцов
- Оператор:  Борис Шапіро
- Художник:  Володимир Хотиненко
- Композитор:  Євген Крилатов
- Звукорежисер: Аліакпер Гасан-Заде